# Armadillo intermixtus
Armadillo intermixtus är en kräftdjursart som beskrevs av Gustav Budde-Lund 1904. Armadillo intermixtus ingår i släktet Armadillo och familjen Armadillidae. Inga underarter finns listade i Catalogue of Life.